# Mariana Victoria của Tây Ban Nha
Mariana Victoria của Tây Ban Nha (tiếng Tây Ban Nha: Mariana Victoria de España; tiếng Bồ Đào Nha: Mariana Vittória của Bồ Đào Nha; 31 tháng 3 năm 1718 – 15 tháng 1 năm 1781) là một Vương nữ Tây Ban Nha và là Vương hậu Bồ Đào Nha với tư cách là vợ của José I của Bồ Đào Nha. Mariana Victoria đảm nhiệm vai trò nhiếp chính Bồ Đào Nha từ năm  1776 – 1777, trong khoảng thời gian cuối đời của của chồng và là cố vấn cho con gái là Nữ vương Maria I của Bồ Đào Nha.

## Thiếu thời
Mariana Victoria được sinh ra tại Vương thất Alcazar ở Madrid, là trưởng nữ của Felipe V của Tây Ban Nha và người vợ thứ hai là Elisabetta Farnese. Mariana Victoria được đặt tên theo với bà nội là Maria Anna Victoria xứ Bayern, vợ của Louise của Pháp, Đại Trữ quân. Cha của Mariana là cháu nội của Louis XIV của Pháp và đã thừa kế ngai vàng Tây Ban Nha vào năm 1700 thông qua quyền thừa kế được thừa hưởng từ bà nội là María Teresa của Tây Ban Nha. Vào thời điểm ra đời, Mariana Victoria đứng thứ năm trong danh sách thừa kế ngai vàng của Tây Ban Nha, sau các anh là Vương tử Luis, Thân vương xứ Asturias, Vương tử Fernando và Vương tử Carlos.

### Đính hôn với Louis XV của Pháp

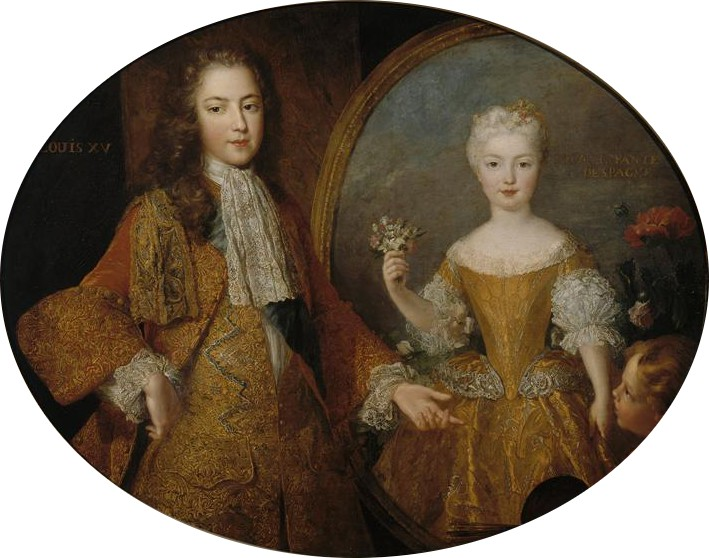
Chân dung của Louis XV của Pháp và Mariana Victoria của Tây Ban Nha, họa phẩm bởi Alexis Simon Belle

Sau Chiến tranh Liên minh Bốn nước, Pháp và Tây Ban Nha quyết định hòa giải bằng cách gả Mariana Victoria cho người anh họ là Louis XV của Pháp. Mối hôn sự được thực hiện bởi Philippe II xứ Orléans, Nhiếp chính nước Pháp cho Quốc vương Louis XV mười tuổi. Ngoài hôn ước giữa Louis XV của Pháp và Mariana Victoria của Tây Ban Nha, Philippe II xứ Orléans còn định hôn ước cho hai con gái là Élisabeth của Orléans, Đức nữ xứ Montpensier và con trai cả của Felipe V của Tây Ban Nha là Vương tử Luis, Thân vương xứ Asturias và Philippine Élisabeth của Orléans, Đức nữ xứ Beaujolais với Vương tử Carlos.

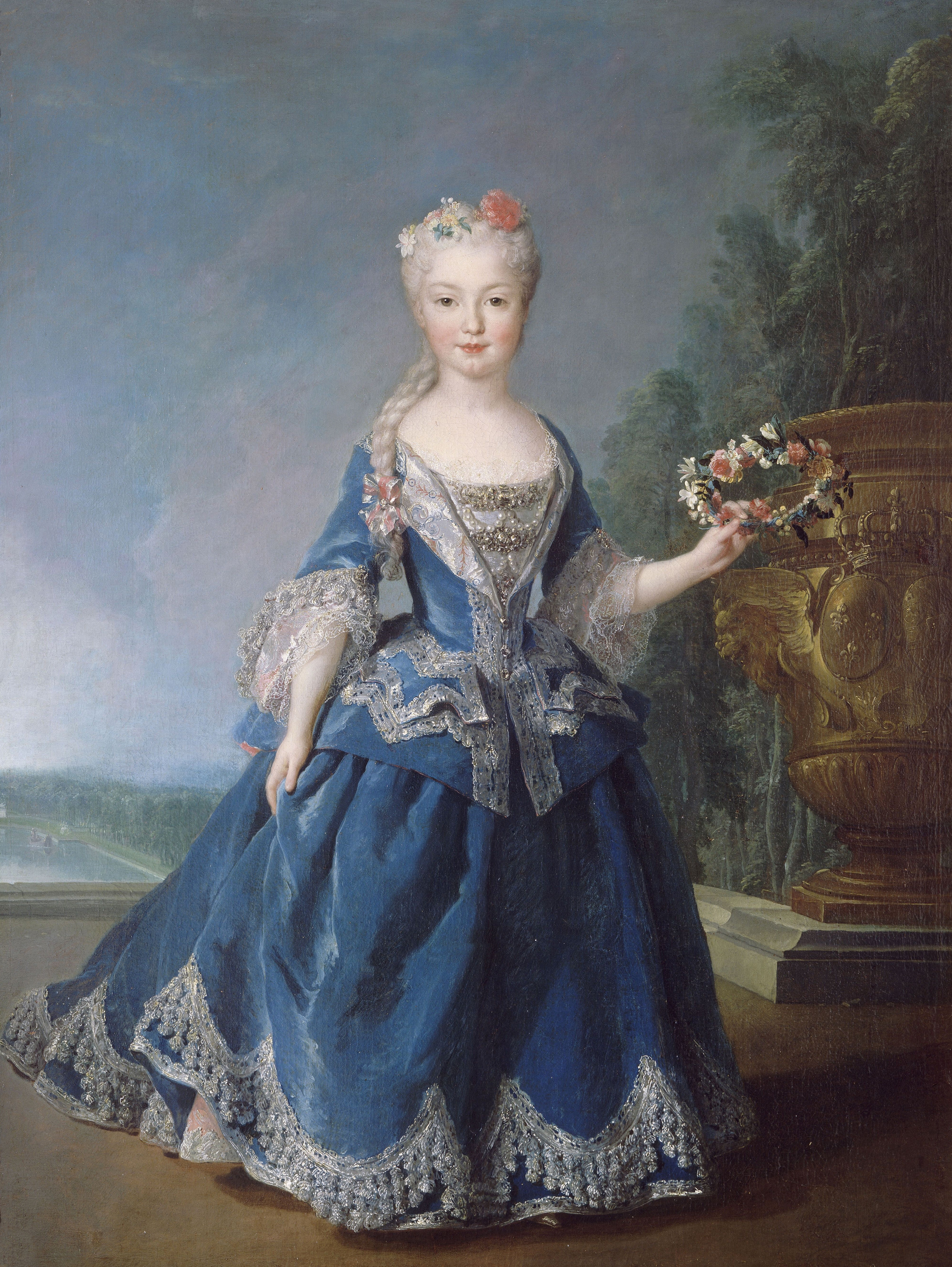
Mariana Victoria của Tây Ban Nha, khoảng năm 1726

Louis de Rouvroy, Công tước xứ Saint-Simon, đại sứ Pháp đã ngỏ lời cầu hôn Mariana Victoria vào ngày 25 tháng 11 năm 1721. Cuộc trao đổi giữa vị Infanta nhỏ tuổi và Đức nữ xứ Montpensier diễn ra tại Île des Faisans ("Đảo Gà lôi"). Đây cũng là nơi mà Louis XIV của Pháp và María Teresa của Tây Ban Nha gặp nhau vào năm 1660. Mariana Victoria đến Paris vào ngày 2 tháng 3 năm 1722 trong sự chào đón và cư trú tại Cung điện Louvre. Nàng Infanta được đặt biệt danh là l'infante Reine ("Vương hậu (Pháp) - Vương nữ (Tây Ban Nha)")  vì Louis XV của Pháp và Mariana Victoria sẽ không kết hôn cho đến khi Victoria lớn tuổi hơn. Mariana Victoria rất kính trọng Louis XV và được triều đình yêu thích ngoại trừ bản thân nhà vua, người luôn tránh né sự hiện diện của Mariana.
Theo mẹ của ngài nhiếp chính, Elisabeth Charlotte xứ Pfalz, Mariana Victoria là "cô bé ngọt ngào và xinh đẹp nhất" và thông minh đáng kể so với tuổi. Việc giáo dục của Mariana được giao cho Marie Anne de Bourbon (người con gái ngoại hôn của Louis XIV của Pháp và Louise de La Vallière) và Phu nhân xứ Ventadour được bổ nhiệm làm gia sư của Victoria. Vào tháng 2 năm 1723, Louis XV đã đạt tuổi trưởng thành do đó cai trị đất nước theo ý mình.
Sau cùng, hôn ước giữa Louis XV của Pháp và Mariana Victoria của Tây Ban Nha đã không thành. Dưới ảnh hưởng của Thủ tướng Louis Henri, Công tước xứ Bourbon và tình nhân là Phu nhân xứ Prie, vị Infanta 7 tuổi Mariana Victoria bị đưa trở lại Tây Ban Nha vào ngày 11 tháng 3 năm 1725. Công tước xứ Bourbon muốn duy trì ảnh hưởng đối với Quốc vương Louis XV trẻ tuổi và đã đề nghị gả em gái của mình là Henriette Louise de Bourbon, quý cô nương trẻ đã đủ lớn để có thể mang thai. Tình hình không được cải thiện khi triều đình Tây Ban Nha đã gửi trả Louise Élisabeth của Orléans, góa phụ Luis I của Tây Ban Nha. Vì cuộc hôn nhân giữa Luis I và Élisabeth không hoàn thiện, triều đình Tây Ban Nha từ chối chu cấp cho Louise Élisabeth với tư cách là Thái hậu Pháp và buộc Louise trở về Pháp cùng với em gái Philippine Élisabeth. Ngày 5 tháng 4 năm 1725, Mariana Victoria của Tây Ban Nha rời Versailles đến vùng biên giới, nơi Mariana và hai cô con gái nhà Orléans trở về quê nhà của mình. Louis XV sau đó kết hôn với Maria Karolina của Ba Lan vào tháng 9 năm 1725 và em gái của Mariana Victoria, Vương nữ María Teresa Rafaela đã gả cho con trai cả của Louis XV là Louis Ferdinand của Pháp vào năm 1745 để xoa dịu triều đình Tây Ban Nha.

## Vương thái tử phi Bồ Đào Nha
Việc Mariana Victoria bị trả về Tây Ban Nha bị coi là một sự xúc phạm lớn và gây ra rạn nứt ngoại giao giữa Tây Ban Nha và Pháp. Do đó vào năm 1725, Tây Ban Nha đã ký kết một hiệp ước với Áo, được gọi là Hiệp ước Viên, trong khi Anh tìm kiếm sự hỗ trợ từ Pháp. Năm 1727, mối hôn sự với Vương quốc Bồ Đào Nha được thảo luận và một thỏa thuận hôn nhân đã được thương lượng bởi đại sứ Bồ Đào Nha là Hầu tước xứ Abrantes. Bên cạnh đó, Mariana từng được đồn đại là sẽ được gả cho Hoàng đế Pyotr II của Nga, cháu nội của Pyotr Đại đế. Sau cùng, một cuộc hôn nhân kép khác đã được lên kế hoạch, theo đó Mariana Victoria sẽ kết hôn với Vương tử José, Thân vương xứ Brasil , con trai và là người thừa kế của João V của Bồ Đào Nha và anh trai cùng cha khác mẹ của Mariana là Vương tử Fernando, Thân vương xứ Asturias  sẽ kết hôn với chị gái của José, Vương nữ Maria Bárbara của Bồ Đào Nha. Ngày 19 tháng 1 năm 1729, Mariana Victoria kết hôn với Vương tử José, Thân vương xứ Brasil tại Elvas ở Bồ Đào Nha. Ngày hôm sau, Vương tử Fernando, Thân vương xứ Asturias kết hôn với Maria Bárbara tại Badajoz, Tây Ban Nha. Từ khi kết hôn cho đến khi chồng lên ngôi vào năm 1750, Mariana Victoria được gọi là Vương phi xứ Brasil.
Mariana và José nhanh chóng hình thành một mối quan hệ thân thiết. Cả hai đều thích săn bắn cũng như âm nhạc – và Mariana Victoria là một ca sĩ tài năng – họ bảo trợ cho các ca sĩ opera người Ý và các nhà hát và cả hai đều rất sùng đạo. Tuy nhiên, José vẫn có nhiều tình nhân khiến Mariana Victoria phật lòng. Trong cuộc hôn nhân của hai vợ chồng, Mariana Victoria sinh được 8 người con, 4 trong số đó sống qua được tuổi ấu thơ. Đứa con đầu lòng của Maria, Infanta Maria, sau này được tấn phong là Thân vương xứ Beira với tư cách là người thừa kế ấn định khi José lên ngôi. Một người con gái khác của Mariana là Infanta Maria Ana Francisca, được ngỏ ý gả cho Trữ quân nước Pháp, con trai của Louis XV, nhưng bản thân Mariana Victoria đã từ chối mối hôn sự này. Một cô con gái khác nữa là, Infanta Maria Doroteia được hỏi cưới cho Louis Philippe xứ Orléans nhưng Mariana Victoria cũng từ chối. Người con gái út là Infanta Maria Benedita kết hôn với José, Thân vương xứ Brasil, cháu ngoại của Mariana Victoria. Cuộc hôn nhân này được chính Mariana Victoria tổ chức sau chồng qua đời.

## Vương hậu và nhiếp chính Bồ Đào Nha
Sau cái chết của bố chồng, Quốc vương João V của Bồ Đào Nha vào năm 1750, chồng của Mariana, José trở thành người cai trị Đế quốc Bồ Đào Nha, trong đó có các vùng lãnh thổ ở Nam Mỹ. Triều đại của José bị chi phối bởi Hầu tước xứ Pombal, người được Thái hậu Maria Anna yêu thích. José I sớm giao quyền điều hành nhà nước cho Hầu tước xứ Pombal và Pombal đã nhân đó loại bỏ ảnh hưởng của Giáo hội khỏi triều đình cũng như là kẻ thù của Pombal. Mariana Victoria và các con gái ảnh hưởng của Pombal đối với José I. Triều đại của José bị tổn hoại bởi trận động đất kinh hoàng ở Lisboa vào ngày 1 tháng 11 năm 1755 khiến 100.000 người thiệt mạng. Trận động đất đã khiến José I mắc chứng sợ không gian kín nghiêm trọng và không bao giờ cảm thấy thoải mái khi sống trong ở nơi có tường bao quanh nữa. Do vậy, José đã chuyển triều đình đến một khu phức hợp lều rộng lớn trên đồi Ajuda. Chính Pombal là người đã tái thiết Lisboa sau trận động đất.
Năm 1759, vụ xét xử Távora được tiến hành sau nỗ lực ám sát José thất bại và gia đình nhà Távora hùng mạnh, trong mắt của Hầu tước xứ Pombal, hoàn toàn chịu trách nhiệm. Pombal sau đó đã ra lệnh hành quyết tất cả các thành viên của gia đình quý tộc và chỉ nhờ sự can thiệp của Mariana Victoria và con gái lớn là Nữ Thân vương xứ Brasil, thì một bộ phận phụ nữ và trẻ em mới được tha mạng. Vì Pombal là người cai trị trên thực tế, nên Mariana Victoria và chồng có vai trò kém nổi bật hơn trong chính trường.
Sau khi trải qua một loạt các cơn đột quỵ, José I đã quyết định để Mariana Victoria thay thế vị trí người đứng đầu chính phủ. Do đó, vào ngày 29 tháng 11 năm 1776, Mariana Victoria được phong làm Nhiếp chính của Bồ Đào Nha cho đến khi José qua đời vào ngày 24 tháng 2 năm 1777. Sau khi José qua đời, con gái lớn của hai vợ chồng trở thành nữ vương đầu tiên của Bồ Đào Nha với tên hiệu Maria I. Trong suốt triều đại của nữ vương Maria I, Mariana Victoria có ảnh hưởng đáng kể đến con gái và nữ vương thường hỏi xin lời khuyên của mẹ về các vấn đề quốc gia. Và trong những ngày đầu trị vì của Maria I, Hầu tước xứ Pombal bị trục xuất khỏi đất nước.

## Thái hậu Bồ Đào Nha

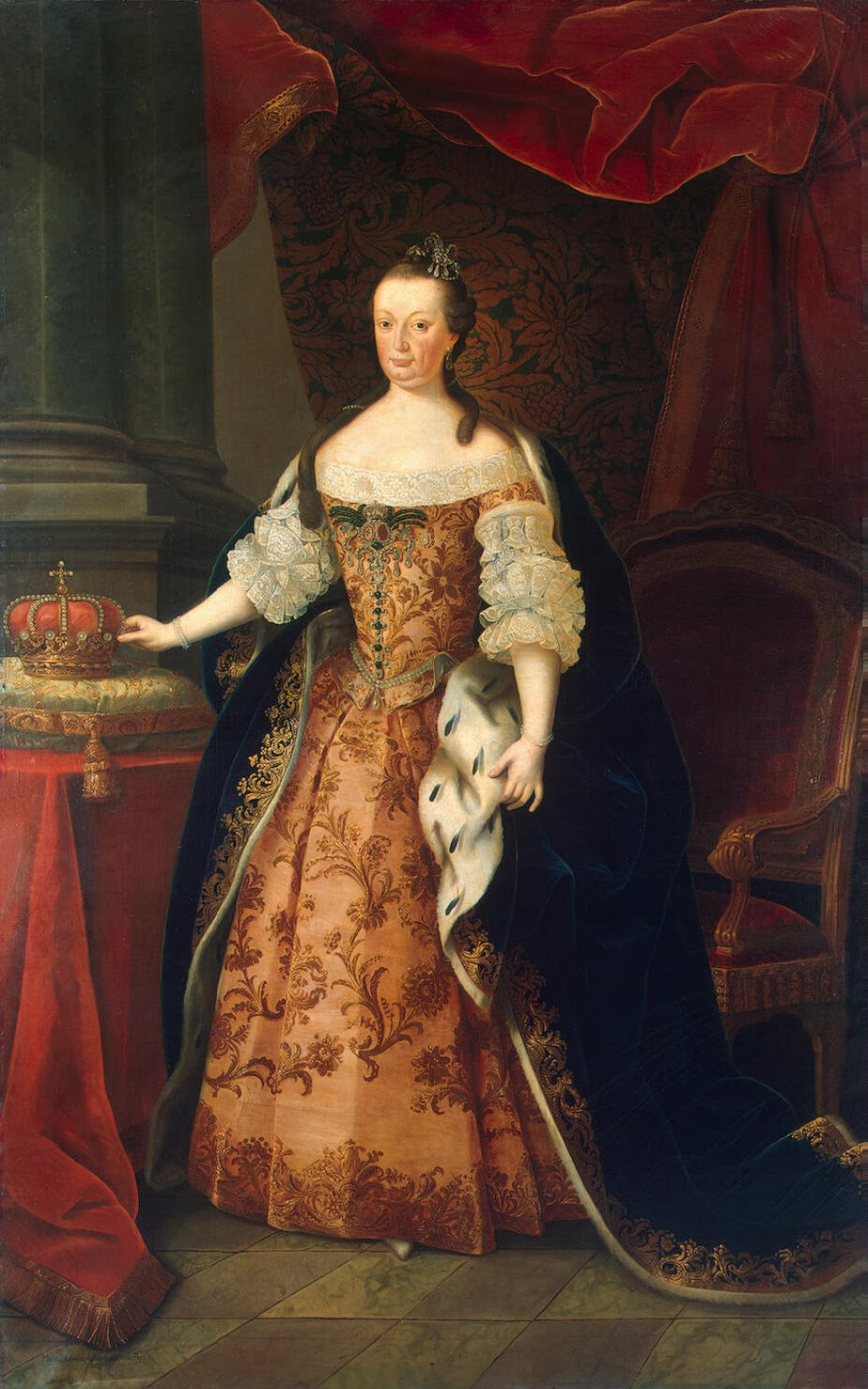
Chân dung Mariana Victoria của Tây Ban Nha (họa phẩm của Miguel António do Amaral, ca. 1773)

Khi con gái Maria I nắm quyền cai trị, Mariana Victoria quyết định cải thiện mối quan hệ với quê hương Tây Ban Nha, hiện được cai trị bởi anh trai là Carlos III. Tạit thời điểm đó, hai quốc gia đang có có xung đột về lãnh thổ ở châu Mỹ. Ngày 28 tháng 10 năm 1777, Mariana Victoria rời Bồ Đào Nha để đến Tây Ban Nha và ở lại hơn một năm, cư trú ở Madrid và Aranjuez. Nhờ Mariana Victoria, một hiệp ước giữa hai quốc gia được hình thành và được củng cố bằng cuộc hôn nhân kép giữa các cháu của của Mariana và con cháu của Carlos III. Trong đó, cuộc hôn nhân đầu tiên là giữa Vương tử Gabriel của Tây Ban Nha và cháu gái của Mariana Victoria là Vương nữ Mariana Vitória của Bồ Đào Nha; cuộc hôn nhân thứ hai là giữa Vương tôn nữ Carlota Joaquina của Tây Ban Nha (cháu gái lớn của Carlos III) và Vương tử João. Tháng 11 năm 1778, Mariana Victoria trở lại Bồ Đào Nha. Trong thời gian ở Tây Ban Nha, Mariana Victoria đã bị bệnh phong thấp và phải ngồi xe lăn một thời gian vào tháng 8 năm 1778. Bệnh tình của Mariana trở nên trầm trọng hơn khi Mariana cũng đang mắc bệnh tim. Mariana Victoria sau đó qua đời tại Real Barraca de Ajuda, nơi sau này là Cung điện Quốc gia Ajuda. Mariana Victoria được chôn cất tại Pantheon của Vương tộc Bragança ở Lisboa.

## Di sản

Vương huy của Mariana Victoria của Tây Ban Nha

Mariana Victoria chính là mẹ đỡ đầu của Maria Antonia của Áo, được sinh ra một ngày sau trận động đất ở Lisboa năm 1755. Mariana còn là tổ mẫu của đương kim Quốc vương Tây Ban Nha, Bỉ, Luxembourg, Carlos của Borboné-Parma, Công tước xứ Parma (trên danh nghĩa) và Henri Philippe, Bá tước xứ Paris (trên danh nghĩa). Năm 1822, cháu chắt của Mariana Victoria là Pedro trở thành hoàng đế đầu tiên của Brasil.

## Hậu duệ
1. Maria Francisca Isabel Josefa Antónia Gertrudes Rita Joana (17 tháng 12 năm 1734 – 20 tháng 3 năm 1816), Nữ vương đầu tiên của Bồ Đào Nha. Maria I kết hôn với chú của là Vương tử Pedro của Bồ Đào Nha và có hậu duệ.
2. Maria Ana Francisca Josefa Rita Joana (7 tháng 10 năm 1736 – 6 tháng 5 năm 1813), một nàng dâu tiềm năng cho Louis Ferdinand, Trữ quân nước Pháp, nhưng Mariana Victoria mối hôn sự này, sau cùng không kết hôn.
3. Con gái chết non (tháng 2 năm 1739).
4. Maria Francisca Doroteia Josefa Antónia Gertrudes Rita Joana Efigénia (21 tháng 9 năm 1739 – 14 tháng 1 năm 1771), nàng dâu tiềm năng cho Louise Philippe II xứ Orléans nhưng cuộc hôn nhân không thành, sau cùng không lập gia đình.
5. Con trai chết non (ngày 7 tháng 3 năm 1741).
6. Con trai chết non (15 tháng 10 năm 1742).
7. Con trai chết non (tháng 5 năm 1744).
8. Maria Francisca Benedita Ana Isabel Josefa Antónia Lourença Inácia Teresa Gertrudes Rita Joana Rosa (25 tháng 7 năm 1746 – 18 tháng 8 năm 1829) kết hôn với cháu trai của là Vương tử José Francisco, Thân vương xứ Beira, không có hậu duệ.

## Gia phả
| \| \| \| \| \| \| \| \| \| \| \| \| \| \| \| \| \| \| \| \| 16. Louis XIII của Pháp \| \| \| \| \| \| \| \| \| \| \| \| \| \| \| \| \| \| \| \| \| \| \| \| \| \| \| \| \| \| \| \| \| \| \| \| \| \| \| \| \| \| \| \| \| \| \| \| \| \| \| \| \| \| 8. Louis XIV của Pháp \| \| \| \| \| \| \| \| \| \| \| \| \| \| \| \| \| \| \| \| \| \| \| \| \| \| \| \| \| \| \| \| \| \| \| \| \| \| \| \| \| \| \| \| \| \| \| \| \| \| \| \| \| \| 17. Ana của Tây Ban Nha \| \| \| \| \| \| \| \| \| \| \| \| \| \| \| \| \| \| \| \| \| \| \| \| \| \| \| \| \| \| \| \| \| \| \| \| \| \| \| \| \| \| \| \| \| \| \| \| \| \| \| \| \| \| 4. Louis của Pháp \| \| \| \| \| \| \| \| \| \| \| \| \| \| \| \| \| \| \| \| \| \| \| \| \| \| \| \| \| \| \| \| \| \| \| \| \| \| \| \| \| \| \| \| \| \| \| \| \| \| \| \| \| \| 18. Felipe IV của Tây Ban Nha \| \| \| \| \| \| \| \| \| \| \| \| \| \| \| \| \| \| \| \| \| \| \| \| \| \| \| \| \| \| \| \| \| \| \| \| \| \| \| \| \| \| \| \| \| \| \| \| \| \| \| \| \| \| 9. María Teresa của Tây Ban Nha \| \| \| \| \| \| \| \| \| \| \| \| \| \| \| \| \| \| \| \| \| \| \| \| \| \| \| \| \| \| \| \| \| \| \| \| \| \| \| \| \| \| \| \| \| \| \| \| \| \| \| \| \| \| 19. Élisabeth của Pháp \| \| \| \| \| \| \| \| \| \| \| \| \| \| \| \| \| \| \| \| \| \| \| \| \| \| \| \| \| \| \| \| \| \| \| \| \| \| \| \| \| \| \| \| \| \| \| \| \| \| \| \| \| \| 2. Felipe V của Tây Ban Nha \| \| \| \| \| \| \| \| \| \| \| \| \| \| \| \| \| \| \| \| \| \| \| \| \| \| \| \| \| \| \| \| \| \| \| \| \| \| \| \| \| \| \| \| \| \| \| \| \| \| \| \| \| \| 20. Maximilian I xứ Bayern \| \| \| \| \| \| \| \| \| \| \| \| \| \| \| \| \| \| \| \| \| \| \| \| \| \| \| \| \| \| \| \| \| \| \| \| \| \| \| \| \| \| \| \| \| \| \| \| \| \| \| \| \| \| 10. Ferdinand Maria I xứ Bayern \| \| \| \| \| \| \| \| \| \| \| \| \| \| \| \| \| \| \| \| \| \| \| \| \| \| \| \| \| \| \| \| \| \| \| \| \| \| \| \| \| \| \| \| \| \| \| \| \| \| \| \| \| \| 21. Maria Anna của Áo \| \| \| \| \| \| \| \| \| \| \| \| \| \| \| \| \| \| \| \| \| \| \| \| \| \| \| \| \| \| \| \| \| \| \| \| \| \| \| \| \| \| \| \| \| \| \| \| \| \| \| \| \| \| 5. Maria Anna Victoria xứ Bayern \| \| \| \| \| \| \| \| \| \| \| \| \| \| \| \| \| \| \| \| \| \| \| \| \| \| \| \| \| \| \| \| \| \| \| \| \| \| \| \| \| \| \| \| \| \| \| \| \| \| \| \| \| \| 22. Vittorio Amedeo I của Savoia \| \| \| \| \| \| \| \| \| \| \| \| \| \| \| \| \| \| \| \| \| \| \| \| \| \| \| \| \| \| \| \| \| \| \| \| \| \| \| \| \| \| \| \| \| \| \| \| \| \| \| \| \| \| 11. Enrichetta Adelaide của Savoia \| \| \| \| \| \| \| \| \| \| \| \| \| \| \| \| \| \| \| \| \| \| \| \| \| \| \| \| \| \| \| \| \| \| \| \| \| \| \| \| \| \| \| \| \| \| \| \| \| \| \| \| \| \| 23. Christine Marie của Pháp \| \| \| \| \| \| \| \| \| \| \| \| \| \| \| \| \| \| \| \| \| \| \| \| \| \| \| \| \| \| \| \| \| \| \| \| \| \| \| \| \| \| \| \| \| \| \| \| \| \| \| \| \| \| 1. Mariana Victoria của Tây Ban Nha \| \| \| \| \| \| \| \| \| \| \| \| \| \| \| \| \| \| \| \| \| \| \| \| \| \| \| \| \| \| \| \| \| \| \| \| \| \| \| \| \| \| \| \| \| \| \| \| \| \| \| \| \| \| 24. Odoardo I Farnese \| \| \| \| \| \| \| \| \| \| \| \| \| \| \| \| \| \| \| \| \| \| \| \| \| \| \| \| \| \| \| \| \| \| \| \| \| \| \| \| \| \| \| \| \| \| \| \| \| \| \| \| \| \| 12. Ranuccio II Farnese \| \| \| \| \| \| \| \| \| \| \| \| \| \| \| \| \| \| \| \| \| \| \| \| \| \| \| \| \| \| \| \| \| \| \| \| \| \| \| \| \| \| \| \| \| \| \| \| \| \| \| \| \| \| 25. Margherita de' Medici \| \| \| \| \| \| \| \| \| \| \| \| \| \| \| \| \| \| \| \| \| \| \| \| \| \| \| \| \| \| \| \| \| \| \| \| \| \| \| \| \| \| \| \| \| \| \| \| \| \| \| \| \| \| 6. Odoardo II Farnese \| \| \| \| \| \| \| \| \| \| \| \| \| \| \| \| \| \| \| \| \| \| \| \| \| \| \| \| \| \| \| \| \| \| \| \| \| \| \| \| \| \| \| \| \| \| \| \| \| \| \| \| \| \| 26. Francesco I d'Este \| \| \| \| \| \| \| \| \| \| \| \| \| \| \| \| \| \| \| \| \| \| \| \| \| \| \| \| \| \| \| \| \| \| \| \| \| \| \| \| \| \| \| \| \| \| \| \| \| \| \| \| \| \| 13. Isabella của Este \| \| \| \| \| \| \| \| \| \| \| \| \| \| \| \| \| \| \| \| \| \| \| \| \| \| \| \| \| \| \| \| \| \| \| \| \| \| \| \| \| \| \| \| \| \| \| \| \| \| \| \| \| \| 27. Maria Caterina Farnese \| \| \| \| \| \| \| \| \| \| \| \| \| \| \| \| \| \| \| \| \| \| \| \| \| \| \| \| \| \| \| \| \| \| \| \| \| \| \| \| \| \| \| \| \| \| \| \| \| \| \| \| \| \| 3. Elisabetta Farnese \| \| \| \| \| \| \| \| \| \| \| \| \| \| \| \| \| \| \| \| \| \| \| \| \| \| \| \| \| \| \| \| \| \| \| \| \| \| \| \| \| \| \| \| \| \| \| \| \| \| \| \| \| \| 28. Wolfgang Wilhelm xứ Pfalz-Neuburg \| \| \| \| \| \| \| \| \| \| \| \| \| \| \| \| \| \| \| \| \| \| \| \| \| \| \| \| \| \| \| \| \| \| \| \| \| \| \| \| \| \| \| \| \| \| \| \| \| \| \| \| \| \| 14. Philipp Wilhelm I xứ Pfalz \| \| \| \| \| \| \| \| \| \| \| \| \| \| \| \| \| \| \| \| \| \| \| \| \| \| \| \| \| \| \| \| \| \| \| \| \| \| \| \| \| \| \| \| \| \| \| \| \| \| \| \| \| \| 29. Magdalena xứ Bayern \| \| \| \| \| \| \| \| \| \| \| \| \| \| \| \| \| \| \| \| \| \| \| \| \| \| \| \| \| \| \| \| \| \| \| \| \| \| \| \| \| \| \| \| \| \| \| \| \| \| \| \| \| \| 7. Dorothea Sophie xứ Neuburg \| \| \| \| \| \| \| \| \| \| \| \| \| \| \| \| \| \| \| \| \| \| \| \| \| \| \| \| \| \| \| \| \| \| \| \| \| \| \| \| \| \| \| \| \| \| \| \| \| \| \| \| \| \| 30. Georg II xứ Hessen-Darmstadt \| \| \| \| \| \| \| \| \| \| \| \| \| \| \| \| \| \| \| \| \| \| \| \| \| \| \| \| \| \| \| \| \| \| \| \| \| \| \| \| \| \| \| \| \| \| \| \| \| \| \| \| \| \| 15. Elisabeth Amalie xứ Hessen-Darmstadt \| \| \| \| \| \| \| \| \| \| \| \| \| \| \| \| \| \| \| \| \| \| \| \| \| \| \| \| \| \| \| \| \| \| \| \| \| \| \| \| \| \| \| \| \| \| \| \| \| \| \| \| \| \| 31. Sophia Eleonore xứ Sachsen \| \| \| \| \| \| \| \| \| \| \| \| \| \| \| \| \| \| \| \| \| \| \| \| \| \| \| \| \| \| \| \| \| \| \| \| \| \| \| \| \| \| \| \| \| \| \| \| \| \| \| \| |                                          |  |  |  |  |  |  |  |  |  |  |  |  |  |  |  |
| |                                          |  |  |  |  |  |  |  |  |  |  |  |  |  |  |  |
| | 16. Louis XIII của Pháp                  |  |  |  |  |  |  |  |  |  |  |  |  |  |  |  |
| |                                          |  |  |  |  |  |  |  |  |  |  |  |  |  |  |  |
| |                                          |  |  |  |  |  |  |  |  |  |  |  |  |  |  |  |
| | 8. Louis XIV của Pháp                    |  |  |  |  |  |  |  |  |  |  |  |  |  |  |  |
| |                                          |  |  |  |  |  |  |  |  |  |  |  |  |  |  |  |
| |                                          |  |  |  |  |  |  |  |  |  |  |  |  |  |  |  |
| | 17. Ana của Tây Ban Nha                  |  |  |  |  |  |  |  |  |  |  |  |  |  |  |  |
| |                                          |  |  |  |  |  |  |  |  |  |  |  |  |  |  |  |
| |                                          |  |  |  |  |  |  |  |  |  |  |  |  |  |  |  |
| | 4. Louis của Pháp                        |  |  |  |  |  |  |  |  |  |  |  |  |  |  |  |
| |                                          |  |  |  |  |  |  |  |  |  |  |  |  |  |  |  |
| |                                          |  |  |  |  |  |  |  |  |  |  |  |  |  |  |  |
| | 18. Felipe IV của Tây Ban Nha            |  |  |  |  |  |  |  |  |  |  |  |  |  |  |  |
| |                                          |  |  |  |  |  |  |  |  |  |  |  |  |  |  |  |
| |                                          |  |  |  |  |  |  |  |  |  |  |  |  |  |  |  |
| | 9. María Teresa của Tây Ban Nha          |  |  |  |  |  |  |  |  |  |  |  |  |  |  |  |
| |                                          |  |  |  |  |  |  |  |  |  |  |  |  |  |  |  |
| |                                          |  |  |  |  |  |  |  |  |  |  |  |  |  |  |  |
| | 19. Élisabeth của Pháp                   |  |  |  |  |  |  |  |  |  |  |  |  |  |  |  |
| |                                          |  |  |  |  |  |  |  |  |  |  |  |  |  |  |  |
| |                                          |  |  |  |  |  |  |  |  |  |  |  |  |  |  |  |
| | 2. Felipe V của Tây Ban Nha              |  |  |  |  |  |  |  |  |  |  |  |  |  |  |  |
| |                                          |  |  |  |  |  |  |  |  |  |  |  |  |  |  |  |
| |                                          |  |  |  |  |  |  |  |  |  |  |  |  |  |  |  |
| | 20. Maximilian I xứ Bayern               |  |  |  |  |  |  |  |  |  |  |  |  |  |  |  |
| |                                          |  |  |  |  |  |  |  |  |  |  |  |  |  |  |  |
| |                                          |  |  |  |  |  |  |  |  |  |  |  |  |  |  |  |
| | 10. Ferdinand Maria I xứ Bayern          |  |  |  |  |  |  |  |  |  |  |  |  |  |  |  |
| |                                          |  |  |  |  |  |  |  |  |  |  |  |  |  |  |  |
| |                                          |  |  |  |  |  |  |  |  |  |  |  |  |  |  |  |
| | 21. Maria Anna của Áo                    |  |  |  |  |  |  |  |  |  |  |  |  |  |  |  |
| |                                          |  |  |  |  |  |  |  |  |  |  |  |  |  |  |  |
| |                                          |  |  |  |  |  |  |  |  |  |  |  |  |  |  |  |
| | 5. Maria Anna Victoria xứ Bayern         |  |  |  |  |  |  |  |  |  |  |  |  |  |  |  |
| |                                          |  |  |  |  |  |  |  |  |  |  |  |  |  |  |  |
| |                                          |  |  |  |  |  |  |  |  |  |  |  |  |  |  |  |
| | 22. Vittorio Amedeo I của Savoia         |  |  |  |  |  |  |  |  |  |  |  |  |  |  |  |
| |                                          |  |  |  |  |  |  |  |  |  |  |  |  |  |  |  |
| |                                          |  |  |  |  |  |  |  |  |  |  |  |  |  |  |  |
| | 11. Enrichetta Adelaide của Savoia       |  |  |  |  |  |  |  |  |  |  |  |  |  |  |  |
| |                                          |  |  |  |  |  |  |  |  |  |  |  |  |  |  |  |
| |                                          |  |  |  |  |  |  |  |  |  |  |  |  |  |  |  |
| | 23. Christine Marie của Pháp             |  |  |  |  |  |  |  |  |  |  |  |  |  |  |  |
| |                                          |  |  |  |  |  |  |  |  |  |  |  |  |  |  |  |
| |                                          |  |  |  |  |  |  |  |  |  |  |  |  |  |  |  |
| | 1. Mariana Victoria của Tây Ban Nha      |  |  |  |  |  |  |  |  |  |  |  |  |  |  |  |
| |                                          |  |  |  |  |  |  |  |  |  |  |  |  |  |  |  |
| |                                          |  |  |  |  |  |  |  |  |  |  |  |  |  |  |  |
| | 24. Odoardo I Farnese                    |  |  |  |  |  |  |  |  |  |  |  |  |  |  |  |
| |                                          |  |  |  |  |  |  |  |  |  |  |  |  |  |  |  |
| |                                          |  |  |  |  |  |  |  |  |  |  |  |  |  |  |  |
| | 12. Ranuccio II Farnese                  |  |  |  |  |  |  |  |  |  |  |  |  |  |  |  |
| |                                          |  |  |  |  |  |  |  |  |  |  |  |  |  |  |  |
| |                                          |  |  |  |  |  |  |  |  |  |  |  |  |  |  |  |
| | 25. Margherita de' Medici                |  |  |  |  |  |  |  |  |  |  |  |  |  |  |  |
| |                                          |  |  |  |  |  |  |  |  |  |  |  |  |  |  |  |
| |                                          |  |  |  |  |  |  |  |  |  |  |  |  |  |  |  |
| | 6. Odoardo II Farnese                    |  |  |  |  |  |  |  |  |  |  |  |  |  |  |  |
| |                                          |  |  |  |  |  |  |  |  |  |  |  |  |  |  |  |
| |                                          |  |  |  |  |  |  |  |  |  |  |  |  |  |  |  |
| | 26. Francesco I d'Este                   |  |  |  |  |  |  |  |  |  |  |  |  |  |  |  |
| |                                          |  |  |  |  |  |  |  |  |  |  |  |  |  |  |  |
| |                                          |  |  |  |  |  |  |  |  |  |  |  |  |  |  |  |
| | 13. Isabella của Este                    |  |  |  |  |  |  |  |  |  |  |  |  |  |  |  |
| |                                          |  |  |  |  |  |  |  |  |  |  |  |  |  |  |  |
| |                                          |  |  |  |  |  |  |  |  |  |  |  |  |  |  |  |
| | 27. Maria Caterina Farnese               |  |  |  |  |  |  |  |  |  |  |  |  |  |  |  |
| |                                          |  |  |  |  |  |  |  |  |  |  |  |  |  |  |  |
| |                                          |  |  |  |  |  |  |  |  |  |  |  |  |  |  |  |
| | 3. Elisabetta Farnese                    |  |  |  |  |  |  |  |  |  |  |  |  |  |  |  |
| |                                          |  |  |  |  |  |  |  |  |  |  |  |  |  |  |  |
| |                                          |  |  |  |  |  |  |  |  |  |  |  |  |  |  |  |
| | 28. Wolfgang Wilhelm xứ Pfalz-Neuburg    |  |  |  |  |  |  |  |  |  |  |  |  |  |  |  |
| |                                          |  |  |  |  |  |  |  |  |  |  |  |  |  |  |  |
| |                                          |  |  |  |  |  |  |  |  |  |  |  |  |  |  |  |
| | 14. Philipp Wilhelm I xứ Pfalz           |  |  |  |  |  |  |  |  |  |  |  |  |  |  |  |
| |                                          |  |  |  |  |  |  |  |  |  |  |  |  |  |  |  |
| |                                          |  |  |  |  |  |  |  |  |  |  |  |  |  |  |  |
| | 29. Magdalena xứ Bayern                  |  |  |  |  |  |  |  |  |  |  |  |  |  |  |  |
| |                                          |  |  |  |  |  |  |  |  |  |  |  |  |  |  |  |
| |                                          |  |  |  |  |  |  |  |  |  |  |  |  |  |  |  |
| | 7. Dorothea Sophie xứ Neuburg            |  |  |  |  |  |  |  |  |  |  |  |  |  |  |  |
| |                                          |  |  |  |  |  |  |  |  |  |  |  |  |  |  |  |
| |                                          |  |  |  |  |  |  |  |  |  |  |  |  |  |  |  |
| | 30. Georg II xứ Hessen-Darmstadt         |  |  |  |  |  |  |  |  |  |  |  |  |  |  |  |
| |                                          |  |  |  |  |  |  |  |  |  |  |  |  |  |  |  |
| |                                          |  |  |  |  |  |  |  |  |  |  |  |  |  |  |  |
| | 15. Elisabeth Amalie xứ Hessen-Darmstadt |  |  |  |  |  |  |  |  |  |  |  |  |  |  |  |
| |                                          |  |  |  |  |  |  |  |  |  |  |  |  |  |  |  |
| |                                          |  |  |  |  |  |  |  |  |  |  |  |  |  |  |  |
| | 31. Sophia Eleonore xứ Sachsen           |  |  |  |  |  |  |  |  |  |  |  |  |  |  |  |
| |                                          |  |  |  |  |  |  |  |  |  |  |  |  |  |  |  |
| |                                          |  |  |  |  |  |  |  |  |  |  |  |  |  |  |  |